# Michael Rodríguez
Michael Rodríguez Gutiérrez (* 30. Dezember 1981 in Cacao, Alajuela) ist ein costa-ricanischer Fußballspieler.

## Verein
Rodríguez stammt aus der Nähe von Alajuela und kam deshalb auch schon bald zum costa-ricanischen Spitzenverein LD Alajuelense. 2003 hatte er seinen ersten Erstligaeinsatz und in diesem Jahr holte er auch seinen ersten Meistertitel. In den folgenden Jahren wurde der Innenverteidiger immer wichtiger für seinen Verein, holte mit Alajuelense 2003 erneut die Meisterschaft und im Jahr darauf den mittelamerikanischen Vereinstitel, den CONCACAF Champions Cup.
Im Juni 2008 unterschrieb er in den USA bei den Seattle Sounders, die in der USL First Division spielen. Am 24. Juni machte er sein erstes Spiel für den Verein gegen den Hollywood United F.C. im Lamar Hunt U.S. Open Cup.

## Nationalmannschaft
Seinen ersten Einsatz für die Nationalmannschaft hatte er am 11. Februar 2006.
Vorher war er 2001 bei der U20-WM in Argentinien dabei und bei den Olympischen Spielen 2004 stand er im U23-Aufgebot, kam allerdings nicht zum Einsatz.
Nachdem er in der ersten Meisterschaftsrunde 2005/06 noch verletzungsbedingt aussetzen musste, spielte er eine ausgezeichnete zweite Saisonhälfte und wurde in letzter Minute noch für das  WM-Aufgebot Costa Ricas für die Fußball-Weltmeisterschaft 2006 in Deutschland nominiert. Von Vorteil für ihn war dabei sicherlich auch, dass er mit dem zentralen Spieler der costa-ricanischen Abwehr, Luis Marín, im Verein zusammen spielt. Bei der WM kam er aber nicht zum Einsatz.

## Statistik
Stationen
- LD Alajuelense (2002–2008)
- Seattle Sounders (2008- )

Einsätze
(Stand 4. Juni 2006)
- 3 Einsätze für die costa-ricanische Nationalmannschaft

Titel / Erfolge
- CONCACAF-Champions-Cup-Sieger: 2004
- Costa-ricanischer Meister: 2002, 2003, 2005